# Эшба, Фома Христофорович
Фома́ Христофо́рович Э́шба (22 июня 1856, село Агубедиа — 1928, ССРА) — абхазский педагог, лингвист.

## Биография
Родился 22 июня 1856 года в селе Агубедиа в Абхазии.
Окончил начальную школу в родном селе, а с 1874 года обучался в Сухумской горской школе, которую окончил с отличием. После окончания школы был направлен за казенный счет в Закавказскую учительскую семинарию в городе Гори, а после её окончания, с 1 июля 1880 года работал учителем в Новоафонской школе и в ряде других школ Абхазии — Лыхны, Бедиа и др.
С 1891 года являлся заведующим двухклассным начальным училищем в Очамчирах, где с его именем связано строительство нового учебного здания для этой школы.
Являлся автором уникального историко-этнографического очерка «Местечко Очамчиры, селения Илори и Беслахубы» (1891), соавтором «Абхазской азбуки» (1906) и составителем первого задачника на абхазском языке.
Принимал деятельное участие в работе комиссии по переводу на абхазский язык религиозной литературы. Являлся автором популярной абхазской песни «Шьарда аамта».
Скончался в 1928 году после продолжительной болезни и был похоронен в родном селе Агубедиа.